# 904 TCN
904 TCN là một năm trong lịch La Mã.